# Tmesisternus giluwe
Tmesisternus giluwe là một loài bọ cánh cứng trong họ Cerambycidae.